# Yzosse
 Yzosse  es una población y comuna francesa, situada en la Región de Nueva Aquitania, departamento de Landas, en el distrito de Dax y cantón de Dax-2.

## Demografía
| Gráfica de evolución demográfica de Yzosse entre 2004 y 2018 |
|                                                              |

Fuentes: INSEE.